# 中濱精一
中濱 精一（なかはま せいいち、1940年11月 - ）は、日本の化学者。東京工業大学名誉教授。元産業技術総合研究所高分子基盤技術研究センターセンター長。元高分子学会会長。

## 人物・経歴
1963年東京工業大学理工学部化学工学科卒業。1965年東京工業大学大学院修士課程修了。1973年東京工業大学工学博士。東京工業大学助手、東京工業大学助教授、東京工業大学教授、東京工業大学名誉教授、産業技術総合研究所高分子基盤技術研究センター長、産業技術総合研究所研究コーディネータ（PL）を歴任。1998年高分子学会会長。1999年桜花会副会長。

## 著作
- 『エッセンシャル高分子科学』講談社 1988年
- 『鎖末端に酸・塩基残基を持つ高分子の合成とその集合体秩序構造の形成』東京工業大学 1988年
- 『精密制御された鎖構造を持つシリル化ポリオレフインの合成と表面改質剤への応用』東京工業大学 1991年
- 『超多段ブロツク共重合体の合成とその構造解析』東京工業大学 1994年
- 『大学院高分子科学』講談社 1997年
- 『水溶性多元ブロツク共重合体の単分子秩序構造体および多分子会合体の形成』東京工業大学 1998年
- 『精密高分子技術』シーエムシー出版 2004年
- 『精密高分子の基礎と実用化技術』シーエムシー出版 2008年